# Fayet (Aveyron)
Fayet é uma comuna francesa na região administrativa de Occitânia, no departamento de Aveyron. Estende-se por uma área de 15,87 km². Em 2010 a comuna tinha 253 habitantes (densidade: 15,9 hab./km²).